# Nizozemska zlata doba
Nizozemska zlata doba (nizozemsko Gouden Eeuw [ˈɣʌudə(n) ˈeːu]) je bilo obdobje v zgodovini Nizozemske, ki je približno zajemalo obdobje od leta 1588 (rojstvo Nizozemske republike) do leta 1672 (Rampjaar, »leto katastrofe«), v katerem so bili nizozemska trgovina, znanost, umetnost in nizozemska vojska med najbolj cenjenimi v Evropi. Za prvi del je značilna osemdesetletna vojna, ki se je končala leta 1648. Zlata doba se je nadaljevala v mirnem času med Nizozemsko republiko do konca stoletja, ko so dragi konflikti, vključno s francosko-nizozemsko vojno in vojno za špansko nasledstvo, spodbudili gospodarski upad.
Prehod Nizozemske v vodilno pomorsko in gospodarsko silo na svetu je zgodovinar KW Swart poimenoval »nizozemski čudež«. 

## Vzroki zlate dobe
Leta 1568 je sedem provinc, ki so kasneje podpisale Utrechtsko unijo (nizozemsko Unie van Utrecht) začelo upor proti Filipu II. Španskemu, ki je privedla do osemdesetletne vojne. Preden so lahko bile Nizozemske dežele popolnoma ponovno osvojene, je izbruhnila vojna med Anglijo in Španijo. Anglo-španska vojna 1585-1604 je prisilila španske čete, da so ustavile napredovanje in prepustile nadzor nad pomembnimi trgovskimi mesti Brugge in Gent, vendar brez nadzora nad Antwerpnom, ki je bil takrat nedvomno najpomembnejše pristanišče na svetu. Antwerpen je po obleganju padel 17. avgusta 1585 in vzpostavila se je delitev med severno in južno Nizozemsko (slednja je večinoma sodobna Belgija).
Združene dežele (približno današnja Nizozemska ) so se borile do dvanajstletnega premirja, ki ni končalo sovražnosti. Vestfalski mir leta 1648, s katerim se je končala osemdesetletna vojna med Nizozemsko in Španijo ter tridesetletna vojna med drugimi evropskimi velesilami, je Nizozemski republiki prinesel formalno priznanje in neodvisnost od španske krone.

### Migracija kvalificiranih delavcev v Nizozemsko
Protestanti so bili še posebej dobro zastopani med veščimi obrtniki in bogatimi trgovci v pristaniških mestih Brugge, Gent in Antwerpen. V skladu s pogoji predaje Antwerpna leta 1585 je protestantsko prebivalstvo (če se ni bilo pripravljeno ponovno spreobrniti) dobilo štiri leta, da uredi svoje zadeve, preden mora zapustiti mesto in habsburško ozemlje. Podobne ureditve so bile uvedene tudi drugod.
Med letoma 1585 in 1630 se je na sever preselilo mnogo obrtnikov, mnogi so se naselili v Amsterdamu in tako majhno pristanišče do leta 1630 spremenili v eno najpomembnejših pristanišč in trgovskih središč na svetu.
Poleg množične migracije protestantskih domorodcev z južne Nizozemske na severno Nizozemsko, je tja prišlo mnogo beguncev, ki so pred tem pobegnili pred verskim preganjanjem, zlasti sefardskih Judov s Portugalskega in iz Španije ter pozneje protestantov iz Francije. Tam so se pred potovanjem v Novi svet preživljali tudi očetje romarji.

### Protestantska delovna etika
Ekonomista Ronald Findlay in Kevin H. O'Rourke del nizozemskega vzpona pripisujeta njegovi protestantski delovni etiki, ki temelji na kalvinizmu, ki je spodbujal varčnost in izobraževanje. To je prispevalo k »najnižjim obrestnim meram in najvišjim stopnjam pismenosti v Evropi. Obilje kapitala je omogočilo vzdrževanje impresivne zaloge bogastva, utelešenega ne le v veliki floti, temveč v obilnih zalogah vrste blaga, ki je bilo uporabljeno za stabilizacijo cen in izkoriščanje priložnosti za dobiček.«

### Poceni viri energije
K razcvetu trgovine, industrije, umetnosti in znanosti na Nizozemskem je v tem času prispevalo tudi več drugih dejavnikov. Pomemben pogoj je bila dobava poceni energije iz mlinov na veter in šote, ki se je zlahka prevažala po kanalih v mesta. Izum  vetrne žage je omogočil gradnjo ogromne flote ladij za svetovno trgovanje in vojaško obrambo gospodarskih interesov republike.

### Rojstvo in bogastvo korporativnih financ
V 17. stoletju so Nizozemci – tradicionalno sposobni pomorščaki in navdušeni izdelovalci zemljevidov – začeli trgovati z Daljnim vzhodom, s časom pa so pridobivali vse bolj prevladujoč položaj v svetovni trgovini, položaj, ki so ga prej zasedali Portugalci in Španci.
Leta 1602 je bila ustanovljena Nizozemska vzhodnoindijska družba. To je bila prva multinacionalna družba, financirana z delnicami, ki je ustanovila prvo sodobno borzo. Podjetje je dobilo nizozemski monopol nad azijsko trgovino, ki ga je obdržalo dve stoletji, in postalo največje trgovsko podjetje na svetu 17. stoletja. Začimbe so bile uvožene v razsutem stanju in so zaradi truda in tveganj ter povpraševanja prinašale ogromne dobičke. Tega se še danes spominja nizozemska beseda peperduur, (drago kot poper), kar pomeni, da je nekaj zelo drago, kar odraža takratne cene začimb. Za financiranje naraščajoče trgovine v regiji je bila leta 1609 ustanovljena Amsterdamska banka, ki je bila predhodnica, če ne že prva prava centralna banka.
Čeprav je bila trgovina z Daljnim vzhodom najbolj znan med dosežek Vzhodnoindijske družbe, je bil glavni vir bogastva republike pravzaprav njena trgovina z baltskimi državami in Poljsko. Termin Mati-trgovina (nizozemsko Moedernegotie), pomeni Nizozemski uvoz ogromne količine razsutega tovora, kot sta žito in les, ki so jih skladiščili v Amsterdamu. Nizozemski nikoli ni primanjkovalo osnovnih dobrin, ki so jih prodajali naprej za dobiček. To je pomenilo, da se republika v nasprotju s svojimi glavnimi tekmeci ni soočala s hudimi posledicami slabe letine in lakote, ki jo je spremljala, temveč je imela koristi, ko se je to zgodilo v drugih državah (slaba letina je bila v Franciji in Angliji v 17. stoletju običajna, kar je tudi prispevalo na uspeh republike v tistem času).
Geografski položaj je Nizozemcem omogočal donosno posredništvo, prevažanje soli, vina, tekstilnega blaga in pozneje srebra, začimb in kolonialnih proizvodov na vzhod, medtem ko so baltsko žito in ribe prevažali na zahod. Nizozemski delež evropske ladijske tonaže je bil ogromen, več kot polovico v večini obdobja njihovega vzpona.

## Nizozemski imperij
Tudi zunaj Evrope je republika uspevala. Nizozemska vzhodnoindijska družba (VOC) in nizozemska zahodnoindijska družba (WIC) nista pridobili le monopola nad trgovino z začimbami, njune ladje so nadzorovale tudi svetovna morja. To je bilo zelo v nasprotju z željami Anglije, ki je zavidala gospodarski uspeh republike. Čeprav sta se obe državi med osemdesetletno vojno borili proti Špancem, sta si bili državi diametralno nasprotni, ko je republika zajela velik kolonialni imperij. To je privedlo do angleško-nizozemskih vojn.
Blagostanje, pridobljeno s tem, so spremljale grozote nad lokalnim prebivalstvom. Na primer, leta 1621 je Jan Pieterszoon Coen dal pobiti skoraj vse prebivalce otokov Banda.
Za kratek čas se je republika zdela zelo uspešna v Braziliji. Nizozemcem je uspelo Portugalcem prevzeti obalo med ustjem Amazonke in São Francisco (reka južno od Recifeja). Pod guvernerjem Johnom Mauriceom, princem Nassau-Siegen (1637–1644), je bila donosna trgovina s sladkorjem večinoma v nizozemskih rokah.
Curaçao je bil osvojen leta 1634. Do leta 1648 sta bili tudi Aruba in Bonaire v nizozemskih rokah. Obetavna kolonija v Severni Ameriki je bil Novi Amsterdam (v današnjem New Yorku).
Vloga, ki jo je lahko odigrala Nizozemska v čezatlantskem trgovanju s sužnji, je bila rezultat vrste osvajanj, ki so jih iztrgali Portugalcem. Trgovske poti afriških sužnjev v sedemnajstem stoletju so potekale večinoma preko Elmine v Gani do Brazilije in Karibskih otokov. Elmino so Nizozemci osvojili leta 1637, Axim leta 1642. Leta 1641 je bila pod vodstvom Cornelisa Jola osvojena tudi Angola. Ocenjuje se, da so nizozemske ladje v Ameriko pripeljale več kot 550.000 ljudi v suženjstvu. Razmere med temi potovanji so bile mizerne in običajno je bilo, da je veliko število zasužnjenih ljudi umrlo  še preden so prispeli na cilj.  Ocene neposredne dobičkonosnosti se razlikujejo, toda brez suženjstva bi kolonizacija Amerik izgledala zelo drugače.
Veliko se je trgovalo tudi z azijskimi sužnji. Suženj je bil v gospodarstvu nizozemskega kolonialnega imperija v zlati dobi nepogrešljiv kot delovna sila; v drugi polovici sedemnajstega stoletja je bila polovica prebivalcev Batavije nesvobodna. 

## Monopol v trgovini z Japonsko
Prevladujoči položaj Amsterdama kot trgovskega središča se je okrepil leta 1640 z monopolom nizozemske vzhodnoindijske družbe (VOC) za trgovino z Japonsko prek njene trgovske postaje na Dejima, otoku v zalivu Nagasaki. Od tu so Nizozemci trgovali med Kitajsko in Japonsko ter plačevali davek ali tribut šogunu. Do leta 1854 so bili Nizozemci edino okno Japonske v zahodni svet.

## Velika evropska sila
Nizozemci so prevladovali tudi v trgovini med evropskimi državami. Nizozemske dežele so imele ugoden položaj na križišču trgovskih poti vzhod–zahod in sever–jug ter preko reke Ren povezane z velikim nemškim zaledjem. Nizozemski trgovci so pošiljali vino iz Francije in Portugalske v baltske dežele in se vračali z žitom v države okoli Sredozemskega morja. Do leta 1680 je v Baltsko morje vsako leto vplulo povprečno skoraj 1000 nizozemskih ladij , da bi trgovali s trgi izginjajoče Hanse. Nizozemci so lahko pridobili nadzor nad večino trgovine z nastajajočimi angleškimi kolonijami v Severni Ameriki; in po koncu vojne s Španijo leta 1648 je cvetela tudi nizozemska trgovina s to državo.

## Druge industrije
Razširila se je tudi nacionalna industrija. Ladjedelnice in rafinerije sladkorja so odličen primer. Ker se je uporabljalo vedno več zemlje, delno s preoblikovanjem jezer v polderje, kot so Beemster, Schermer in Purmer, sta se lokalna pridelava žita in mlečna kmetija močno povečala.

## Narodna zavest
Izid upora proti Španiji, bolj znan kot osemdesetletna vojna, ki se je odvijal boj za versko svobodo ter gospodarsko in politično neodvisnost, se je končal s popolno neodvisnostjo reformističnih severnih provinc (glej tudi Nizozemska republika ), je skoraj zagotovo dvignil nacionalno moralo. Veliko tega je bilo doseženo že leta 1609, ko je bilo s Španijo podpisano začasno premirje, ki je trajalo 12 let.

## Družbena struktura
Na Nizozemskem je bil v 17. stoletju družbeni položaj v veliki meri odvisen od dohodka. Zemljiško plemstvo je imelo relativno majhen pomen, saj je večinoma živelo v bolj nerazvitih celinskih provincah, v nizozemski družbi pa je prevladoval urbani trgovski razred. Tudi duhovščina ni imela velikega posvetnega vpliva: katoliška cerkev je bila od začetka osemdesetletne vojne s Španijo bolj ali manj zatrta. Novo protestantsko gibanje je bilo razdeljeno, čeprav je izvajalo družbeni nadzor na mnogih področjih še v večji meri kot pod katoliško cerkvijo.
To ne pomeni, da so bili aristokrati brez družbenega statusa. Nasprotno, bogati trgovci so si kupili v plemstvo tako, da so postali posestniki ter pridobili grb in pečat. Aristokrati so se mešali z drugimi sloji tudi zaradi finančnih razlogov: poročili so svoje hčere z bogatimi trgovci, sami so postali trgovci ali prevzeli javno ali vojaško funkcijo. Trgovci so začeli ceniti tudi javne funkcije kot sredstvo za večjo gospodarsko moč in prestiž. Univerze so postale karierne poti do javnih funkcij. Bogati trgovci in aristokrati so svoje sinove poslali na tako imenovano veliko turnejo po Evropi. Ti mladi so pogosto v spremstvu zasebnega učitelja, po možnosti samega znanstvenika, obiskali univerze v več evropskih državah. 
Za aristokrati in patriciji je prišel premožni srednji razred, ki so ga sestavljali protestantski ministri, odvetniki, zdravniki, mali trgovci, industrijalci in uradniki velikih državnih ustanov. Nižji status so pripisovali kmetom, obrtnikom in trgovcem, lastnikom trgovin in državnim birokratom. Pod njim so stali kvalificirani delavci, služkinje, služabniki, mornarji in druge osebe, zaposlene v storitveni dejavnosti. Na dnu piramide so bili "reveži": obubožani kmetje, od katerih so mnogi poskusili srečo v mestu kot berač ali delavec.

### Vloga žensk
Osrednja vloga žensk v nizozemskem gospodinjstvu iz 17. stoletja se je vrtela okoli hišnih in domačih opravil. V nizozemski kulturi je dom veljal za varno zatočišče pred pomanjkanjem krščanske kreposti in nemoralnosti zunanjega sveta. Poleg tega je dom predstavljal mikrokozmos Nizozemske republike, saj je nemoteno delovanje idealnega gospodinjstva odražalo relativno stabilnost in blaginjo vlade. Dom je bil sestavni del javnega življenja v nizozemski družbi. Javni mimoidoči so si lahko jasno ogledali vhodne dvorane nizozemskih domov, okrašene, da bi pokazali bogastvo in družbeni položaj določene družine.

## Vera
Kalvinizem je bil državna religija v Nizozemski republiki, čeprav to ne pomeni, da je obstajala enotnost. Čeprav je bila Nizozemska strpna država v primerjavi s sosednjimi državami, sta bogastvo in družbeni status pripadala skoraj izključno protestantom. Mesta s pretežno katoliškim ozadjem, kot sta Utrecht in Gouda, niso uživala ugodnosti zlate dobe. Kar zadeva protestantska mesta, je bila enotnost verovanja daleč od standarda. Na začetku stoletja so ostre polemike med strogimi kalvinisti in bolj permisivnimi protestanti, znanimi kot remonstranti, razdelile državo. Remonstranti so zanikali predestinacijo in zagovarjali svobodo vesti, medtem ko so njihovi bolj dogmatični nasprotniki (znani kot Contra-Remonstranti) dosegli veliko zmago na sinodi v Dortu (1618–1919). Raznolikost sekt je morda delovala tako, da je verska nestrpnost postala nepraktična.
Renesančni humanizem, katerega pomemben zagovornik je bil Desiderius Erasmus (ok. 1466–1536), je prav tako pridobil trdno oporo in je bil delno odgovoren za ozračje strpnosti.
Na splošno je bila država dovolj strpna, da je privabila verske begunce iz drugih držav, zlasti judovske trgovce iz Portugalske, ki so s seboj prinesli veliko bogastva. Preklic Nantskega edikta v Franciji leta 1685 je povzročil priseljevanje številnih francoskih hugenotov, od katerih so bili mnogi lastniki trgovin ali znanstveniki. Vendar so nekatere osebnosti, kot je filozof Baruch Spinoza (1632–1677), doživele družbeno stigmo.

## Znanost
Zaradi ozračja intelektualne strpnosti je Nizozemska pritegnila znanstvenike in druge mislece iz vse Evrope. Zlasti znamenita univerza v Leidnu (ki jo je leta 1575 ustanovil nizozemski državni namestnik Viljem I. Oranski v znak hvaležnosti za oster odpor Leidna proti Španiji med osemdesetletno vojno) je postala zbirališče intelektualcev. Jan Amos Komenski, češki pedagog in pisatelj, je bil znan po svojih teorijah izobraževanja, pa tudi kot pionir češkega protestantizma v 17. stoletju. Da bi se izognil protireformaciji, se je preselil v Nizozemsko in je pokopan v Naardnu na Severni Nizozemski. Komenski je sprejel povabilo Laurensa de Geera, da obišče Amsterdam, kjer je živel zadnjih 14 let svojega življenja (1656–1670). Tam je objavil svoja najpomembnejša dela: skupaj 43 zvezkov, kar je približno polovica njegove celotne produkcije. Francoski filozof in matematik René Descartes (1596-1650) je živel na Nizozemskem od 1628 do 1649. Svoja najpomembnejša dela je dal izdati tudi v Amsterdamu in Leidnu. Drugi filozof, rojen v Franciji, Pierre Bayle, je leta 1681 odšel iz Francije na Nizozemsko, kjer je postal profesor zgodovine in filozofije na Illustrious School of Rotterdam. Do svoje smrti leta 1706 je živel v Rotterdamu. 

Nizozemski odvetniki so sloveli po poznavanju mednarodnega pomorskega in gospodarskega prava. Hugo Grotius (1583–1645) je imel vodilno vlogo pri temeljih mednarodnega prava. Izumil je koncept "Svobodnih morij" ali Mare liberum, ki mu je močno nasprotovala Anglija, glavni tekmec Nizozemske za prevlado v svetovni trgovini. Prav tako je oblikoval zakone o spopadih med narodi v svoji knjigi De lure Belli ac pacis ("O pravu vojne in miru").
Christiaan Huygens (1629–1695) je bil slavni astronom, fizik in matematik. Izumil je uro z nihalom, ki je bila velik korak naprej k natančnemu merjenju časa. Med njegovimi prispevki k astronomiji je bila njegova razlaga Saturnovih planetarnih prstanov. Prispeval je tudi na področju optike . Najbolj znan nizozemski znanstvenik na področju optike je Antonie van Leeuwenhoek, ki je prvi metodično proučeval mikroskopsko življenje – bil je prvi, ki je opisal bakterije – in s tem postavil temelje za področje mikrobiologije .  "Mikroskopi" so bili preprosti povečevalniki, ne sestavljeni mikroskopi.  Njegova spretnost pri brušenju leč (nekaterih s premerom do 1 mm) je povzročila povečavo do 245x.

## Kultura
Kulturni razvoj v Nizozemskih deželah je izstopal od sosednjih držav. Z nekaj izjemami (predvsem nizozemski dramatik Joost van den Vondel ) baročno gibanje ni pridobilo velikega vpliva. Njegova razkošnost ni ustrezala strogosti pretežno kalvinističnega prebivalstva. Glavna sila novega razvoja je bilo državljanstvo, zlasti v zahodnih provincah: najprej in predvsem na Nizozemskem, v manjši meri Zeeland in Utrecht. Kjer so bogati aristokrati pogosto postali meceni umetnosti v drugih državah, so to vlogo zaradi njihove primerjalne odsotnosti na Nizozemskem igrali bogati trgovci in drugi patriciji.
V nizozemski zlati dobi so obroke srednjega razreda sestavljale bogata izbira jedi.  V 15. stoletju se je začela pojavljati visoka kuhinja, v veliki meri omejena na aristokracijo, od 17. stoletja naprej pa so tovrstne jedi postale dostopne tudi bogatim meščanom. Nizozemski imperij je omogočil uvoz začimb, sladkorja in eksotičnega sadja v državo. Do poznega 17. stoletja se je poraba čaja in kave povečala in postala del vsakdanjega življenja. Čaj so postregli s sladkarijami ali marcipanom in piškoti. Bogat nizozemski obrok tistega časa je vseboval številne ekstravagantne jedi in pijače. 

### Slikarstvo
Nizozemska zlata doba v slikarstvu je sledila številnim težnjam, ki so prevladovale v baročni umetnosti v drugih delih Evrope, kot sta karavagizem in naturalizem, vendar je bilo vodilno pri razvoju predmetov tihožitja, krajine in žanrskega slikarstva. Priljubljeno je bilo tudi portretiranje, a zgodovinsko slikarstvo – tradicionalno najbolj vzvišen žanr – je težko našlo kupce. Cerkvene umetnosti praktično ni bilo in izdelali so komaj kakršno skulpturo. Medtem ko je bilo zbiranje in slikanje umetnin za odprti trg običajno tudi drugod, umetnostni zgodovinarji opozarjajo na naraščajoče število bogatega nizozemskega srednjega razreda in uspešnih trgovskih mecenov kot gonilne sile za priljubljenost nekaterih slikovnih tem.
Ta trend je skupaj s pomanjkanjem cerkvenega pokroviteljstva protireformacije, ki je prevladoval v umetnosti v katoliški Evropi, prinesel številne »prizorw vsakdanjega življenja« ali žanrskih slik ter drugih posvetnih tem. Pokrajine in morske pokrajine, na primer, prikazujejo kopno, pridobljeno od morja, ter vire trgovine in pomorske moči, ki zaznamujejo zlato dobo republike. Ena tema, ki je precej značilna za nizozemsko baročno slikarstvo, je veliki skupinski portret, zlasti posvetnih in stražarskih cehov, kot je Nočna straža Rembrandta van Rijna. Posebna zvrst tihožitja je bila tako imenovana pronkstilleven (nizozemsko za 'razmetano tihožitje'). Ta slog okrašenega tihožitja so v Antwerpnu leta 1640 razvili flamski umetniki, kot so Frans Snyders, Osias Beert, Adriaen van Utrecht in cela generacija nizozemskih slikarjev zlate dobe. Slikali so tihožitja, ki so poudarjala obilje s prikazovanjem pestrosti predmetov, sadja, cvetja in mrtve divjadi, pogosto skupaj z živimi ljudmi in živalmi. Slog so kmalu prevzeli umetniki iz Nizozemske.
Danes so najbolj znani slikarji nizozemske zlate dobe najbolj dominantna figura tega obdobja Rembrandt, delftski mojster žanra Johannes Vermeer, inovativni krajinski slikar Jacob van Ruisdael in Frans Hals, ki je v portretu vdahnil novo življenje. Nekateri pomembni umetniški slogi in trendi so haarlemski manierizem, utrechtski karavagizem, delftska šola, leidenske fijnschilderje in nizozemski klasicizem .

### Arhitektura
Najbolj znani nizozemski arhitekti 17. stoletja so bili Jacob van Campen, Pieter Post, Philips Vingboons, Lieven de Key in Hendrick de Keyser.

## Poglej tudi
- Nizozemska zlata doba v slikarstvu
- Zlata doba Flandrije
- Prvo obdobje brez državnih namestnikov
- Flamsko slikarstvo
- Seznam ljudi iz nizozemske zlate dobe
- Tulipanska manija
- Vermeerjev klobuk: sedemnajsto stoletje in zora globalnega sveta